# Фридевалд (Вестервалд)
Фридевалд (њем. Friedewald) општина је у њемачкој савезној држави Рајна-Палатинат. Једно је од 119 општинских средишта округа Алтенкирхен (Вестервалд). Према процјени из 2010. у општини је живјело 1.186 становника. Посједује регионалну шифру (AGS) 7132036.

## Географски и демографски подаци
Фридевалд се налази у савезној држави Рајна-Палатинат у округу Алтенкирхен (Вестервалд). Општина се налази на надморској висини од 440 метара. Површина општине износи 7,1 km². У самом мјесту је, према процјени из 2010. године, живјело 1.186 становника. Просјечна густина становништва износи 167 становника/km².